# 天津里站
天津里站（：／ Cheonjin-ri yeok */?）曾为韓國鐵路東海北部線上的一个车站，位于江原道高城郡，已于1965年废止。

## 历史
- 1937年12月1日，落成使用。
- 1965年2月28日，停止使用。